# Gangtun (köpinghuvudort i Kina, Liaoning Sheng, lat 40,92, long 120,62)
Gangtun (kinesiska: 钢屯, 钢屯镇) är en köpinghuvudort i Kina. Den ligger i provinsen Liaoning, i den nordöstra delen av landet, omkring 250 kilometer sydväst om provinshuvudstaden Shenyang. Antalet invånare är 31 699. Befolkningen består av 15 901 kvinnor och 15 798 män. Barn under 15 år utgör 17,0 %, vuxna 15-64 år 73 %, och äldre över 65 år 9,0 %.
Runt Gangtun är det tätbefolkat, med 331 invånare per kvadratkilometer. Gangtun är det största samhället i trakten. Trakten runt Gangtun består till största delen av jordbruksmark.
Genomsnittlig årsnederbörd är 723 millimeter. Den regnigaste månaden är juli, med i genomsnitt 177 mm nederbörd, och den torraste är februari, med 4 mm nederbörd.